# 4120 Denoyelle
A 4120 Denoyelle (ideiglenes jelöléssel 1985 RS4) a Naprendszer kisbolygóövében található aszteroida. Henri Debehogne fedezte fel 1985. szeptember 14-én.